# Ptychadena retropunctata
Espèce
Synonymes
- Rana retropunctata Angel, 1949

Statut de conservation UICN

 LC  : Préoccupation mineure
Ptychadena retropunctata est une espèce d'amphibiens de la famille des Ptychadenidae.

## Répartition
Cette espèce est endémique du centre-Ouest de l'Afrique. Elle se rencontre :
- au mont Loma au Sierra Leone, à environ 400 m d'altitude ;
- au mont Nimba au Liberia et en Guinée, entre 500 et 800 m d'altitude.

Sa présence est incertaine en Côte d'Ivoire.

## Publication originale
- Angel, 1949 : Une grenouille nouvelle, Rana (Ptychadena) retropunctata, du Mt Nimba (matériaux de la mission M. Lamotte en Haute Guinée Française). Bulletin du Museum National d'Histoire Naturelle, Paris, sér. 2, vol. 21, p. 509-511.